# Macross Plus
Macross Plus (マ ク ロ ス プ ラ ス, Makurosu Purasu ) é um anime OVA de quatro episódios e um filme teatral da série Macross. Foi a primeira sequência da série de televisão Macross original que aconteceu na linha do tempo oficial (Macross II foi rapidamente reconfigurado pelo criador da série Shōji Kawamori como uma história mundial paralela no universo Macross ). Além disso, foi uma combinação inovadora de celular tradicional e animação gerada por computador na época de seu lançamento, abrindo caminho para a incorporação de mais imagens geradas por computador na animação japonesa.
Tanto a série OVA quanto o filme foram lançados no Japão pela Bandai Visual e na América do Norte e Europa pela Manga Entertainment . A versão australiana em VHS foi lançada pela Manga Entertainment e a versão em DVD pela Madman Entertainment sob sub-licença da Manga Entertainment . Ele apresenta vários novos designs de mecha inspirados na série original.